# 테스피스

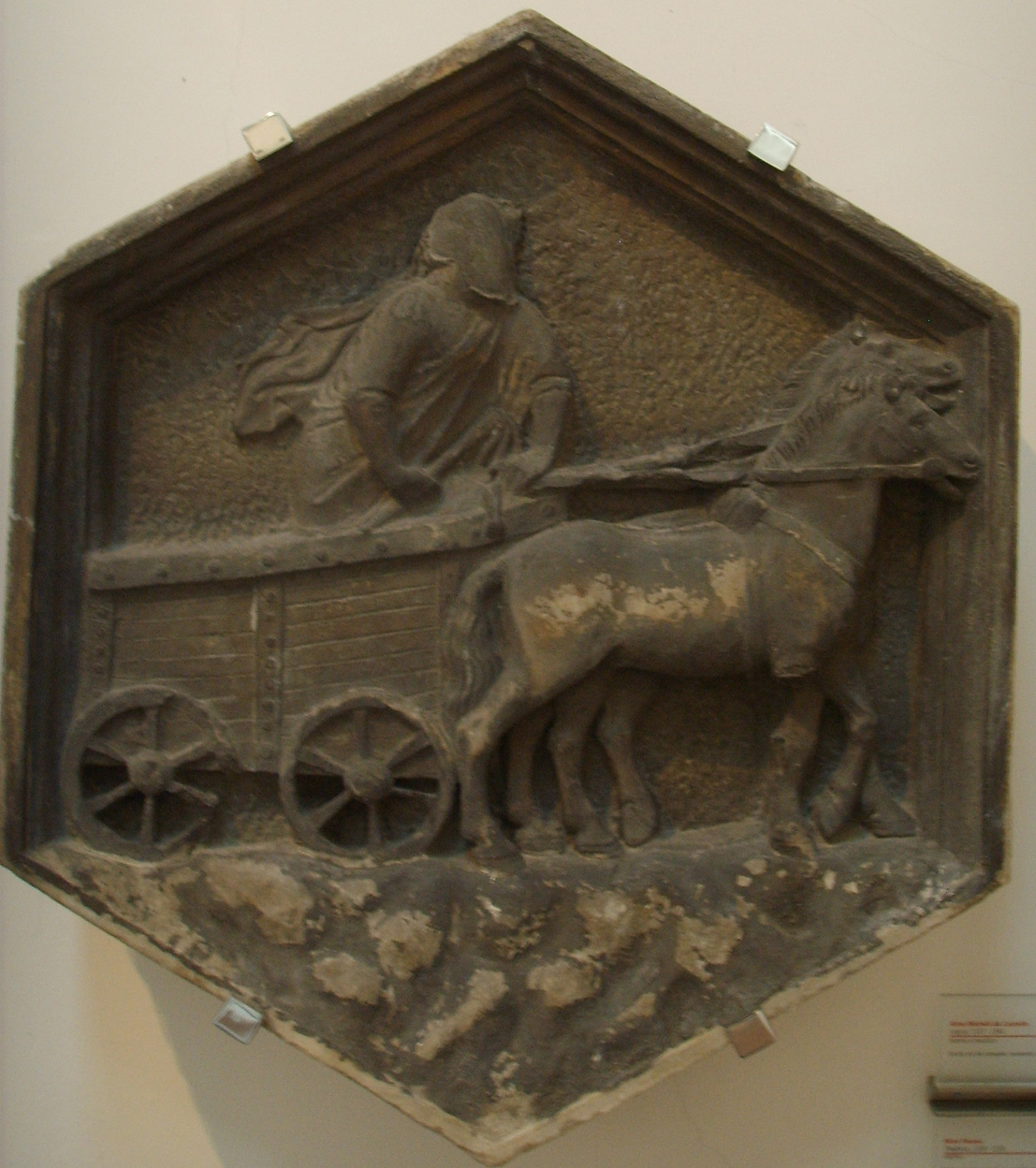

테스피스(Thespis)는 고대 그리스의 비극 시인이다. 기원전 6세기 후반에 활약했던 것으로 추정되나 자세한 전기는 전하지 않는다. 기원전 534년에 처음으로 비극을 상연했다고 전해진다. 배우, 연출가이기도하였으며, 또한 무대장치도 맡았다. 합창대가로부터 발달하여 기원전 5세기에 완성된 그리스 비극의 성립을 상징하는 전설적 인물이다. 독백과 대화를 도입한 최초의 시인이며, 또한 가면을 사용한 최초의 인물이라고도 한다.

## 같이 보기
- 아이스킬로스
- 아리스토파네스
- 아리스토텔레스
- 디오니소스제
- 에우리피데스
- 솔론
- 소포클레스